# Клара Боу
Клара Гордон Боу (англ. Clara Bow, нар. 29 липня 1905 — пом. 27 вересня 1965) — американська акторка, зірка німого кіно і секс-символ 1920-х років. Найбільшу популярність здобула завдяки фільмам «Пластмасове століття» (1925), «Капкан на чоловіка» (1926), «Це» (1927), «Крила» (1927), «Називай її дикою» (1932). Відзначена зіркою на Голлівудській алеї слави.

## Життєпис

### Дитинство
Народилася 29 липня 1905 року в Брукліні в сім'ї Сари Гордон і Роберта Боу. Її мати, дочка француженки й шотландця, за словами самої Боу була дуже вродлива. Клара була третьою дитиною, але обидві її старші сестри померли в дитинстві — перша через дві години після народження, друга прожила всього два дні. Мати не винесла втрати і захворіла душевно. Під час вагітності Кларою вона була впевнена, що й ця дитина помре, тому навіть не стала оформляти свідоцтво про її народження.
Сім'я жила в бідності в маленькій найманій квартирі. Її батько був розумово відсталим, ніколи не працював, перебивався випадковими заробітками й рідко з'являвся вдома, а коли приходив — знущався з дружини і дочки морально і фізично. Коли Кларі було 15 років, батько зґвалтував її.
У його відсутність мати заробляла на життя проституцією. Вона водила клієнтів додому і, поки була з ними в спальні, замикала маленьку Клару в шафі. Крім психічного розладу, що з кожним роком посилювався, мати Клари страждала епілепсією — напади ставалися іноді по тричі на день. Оскільки родина не мала грошей на лікарів, які могли б допомогти матері, Клара часто бачила напади.
Клара росла забіякуватою бешкетницею. За її спогадами вона дружила тільки з хлопцями, ніколи не грала в ляльки й відчувала себе скутою у присутності інших дівчаток. Якийсь час вона була дуже дружна з сусідським хлопчиком Джоні, на кілька років молодшим, і вважала себе його покровителькою, усюди водила з собою і захищала від вуличних хуліганів — справа деколи доходила й до бійок. Коли Кларі було 10 років, у квартирі Джоні сталася пожежа, під час якої хлопчик сильно обгорів і помер у Клари на руках. Вона важко пережила смерть друга.

### Початок кар'єри

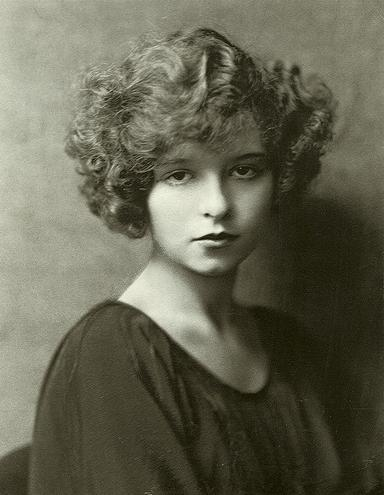
Клара Боу в 1921 році

Ще в дитинстві Клара захопилася кіно. Вона обожнювала Мері Пікфорд і була закохана в кіноактора Воллеса Рейда, якого могла бачити в знаменитому історичному фільмі тих років «Народження нації» Д. У. Гріфіта. 1921 року, коли Кларі було 16 років, вона вирішила взяти участь у конкурсі «Слава і щастя» (Fame and Fortune), головним призом якого була невелика роль у фільмі «Далі за веселку». Для участі потрібно було надати дві фотографії. Клара умовила батька дати їй долар і вирушила до місцевої дешевої фотостудії. Знімки, на її думку, вийшли жахливі, проте незабаром Клара одержала лист із запрошенням з'явитися на конкурс. Її зовнішність і яскраво-руде волосся справили враження на журі, і вони присудили Кларі перемогу. 1922 року вона знялася в фільмі «Далі за веселку» — це був її дебют в кіно, — однак на розчарування Боу епізоди з її участю були вирізані при монтажі й вийшли тільки через роки, у повній версії фільму. Першим фільмом, у якому її дійсно побачили, став «По морю на кораблях» (1922).
Коли мати дізналася, що Клара збирається стати акторкою, вона влаштувала скандал, заявивши, що акторство схоже на проституцію і що вона воліє краще побачити дочку в труні, ніж на екрані. Пізніше, вже після другого фільму Боу, мати мало не вбила її — одного разу вночі Клара прокинулася і побачила, що мати стоїть біля її ліжка з ножем для рубки м'яса. Через цей випадок Боу до кінця життя страждала від безсоння.

### Визнання і слава
Клара Боу привернула увагу після її другого фільму — мелодрами про китобоїв «По морю на кораблях» (1922). Її кар'єра поступово пішла в гору, попри невідступну провину за те, що вона пішла наперекір волі матері. Під час знімання в картині «Вороги жінок» (1923) Боу дізналася, що її мати померла, і, вважаючи себе винною в її смерті, важко перенесла цю втрату.
Зоряне майбутнє акторки визначила зустріч з представником кінокомпанії Preferred Pictures у 1922 році. Він запросив Боу на проби, запропонувавши сплатити її проїзд до Голлівуду. Вона погодилася, але при зустрічі з головою кінокомпанії Бі. П. Шульбергом не справила на нього враження — він навіть почав сумніватися, чи варто витрачати час на проби. Проте пантоміма завжди вдавалася Боу, і коли вона з'явилася перед камерою, Шульберг залишився більш ніж задоволений результатом і уклав з нею контракт. Їх спільна робота почалася з мелодрами про розлучених закоханих «Травневі дні» (1923).
Впродовж наступних двох років Клара Боу знялася у 23 картинах. Спочатку вона була залучена на другорядних ролях — грала коханок («Вища міра», «Коханий Єви», «Шлях насолоди» та ін.), дочок («Вино», «Бджоляр») і сусідок («Діти Хелен») головних героїв. У той час вона отримувала не більше 750 $ на тиждень, проте, як тільки в неї з'явилися гроші, Боу перевезла до Голлівуду свого батька. Він багато пив і часто ставив її в ніякове положення, з'являючись п'яним до неї на знімальний майданчик.
Боу знімалася не лише в картинах Preferred Pictures — Шульберг часто «позичав» акторку іншим кінокомпаніям. Така оренда була для нього прибутковим заняттям: поки Боу знімалася на Warner Bros. («Цілуй мене знову») або Banner Productions Inc. («Порожні серця»), продюсер отримував близько 3000 $ на тиждень.
Поступово Боу завоювала любов аудиторії. 1924 року вона увійшла до числа перспективних молодих акторок і здобула нагороду WAMPAS Baby Stars, яку в різні роки присуджували Джоан Блонделл, Бессі Лав, Вері Рейнольдс, Джинджер Роджерс. Тоді ж сформувалося її акторське амплуа — переважно Боу грала норовистих сексуально привабливих кокеток, наділених незалежною вдачею й упертим характером. Її героїні в гонитві за багатством з легкістю розбивали чоловічі серця, але у результаті завжди вибирали любов, а не гроші.
8 картин, в яких Боу з'явилася в 1926 році, закріпили її успіх. Найвідомішим фільмом цього року для Боу стала комедія Віктора Флемінга під назвою «Капкан на чоловіка», де молода акторка втілила невиправну кокетку Алверну. За сюжетом вона намагається спокусити будь-якого чоловіка на своєму шляху, але врешті обирає справжню любов і тихе подружнє щастя в канадській глушині. Фільм був знятий на кіностудії Paramount Pictures, головою якої на той час став Шульберг і яка після успішного прокату картини уклала з Боу контракт строком на 5 років. У тому ж році Боу — за характером схожа на своїх героїнь — стала зустрічатися з Віктором Флемінгом, майже вдвічі за неї старшим.

### Цядівчина
Слава Клари Боу сягнула піку в 1927 році, після ролі продавчині універмагу Бетті Лу Спенс, закоханої в сина свого боса, в комедійній мелодрамі «Це» за однойменним романом Елінор Глін. Картина, прем'єра якої відбулася 19 лютого 1927 року, з великим успіхом пройшла в кінотеатрах, а Боу отримала прізвисько It-girl — тобто ця дівчина, — яке відтоді стало визначенням молодої, сексуально привабливої жінки, про яку всі говорять і яка перебуває в центрі уваги.
У той час Боу дійсно знаходилася в центрі уваги — не тільки завдяки успіху на кіноекрані, але й через свою запальну поведінку і бурхливі романи (таблоїди також обговорювали чутки про її пристрасть до алкоголю і наркотиків). Керівництво Paramount Pictures навіть внесло особливий пункт до її контракту, що передбачав виплату премії в 500 тисяч $, якщо до закінчення терміну контракту Боу утримуватиметься від публічних скандалів.
Проте ця обіцянка не спрацювала. Поведінка Боу зіпсувала її репутацію і, попри те, що вона була, як і раніше, потрібною акторкою, голлівудська спільнота відвернулася від неї — Боу перестали запрошувати на прийоми й вечірки з остраху, що вона зробить який-небудь непривабливий вчинок.
Іншим гучним фільмом 1927 року за участю Боу стала військова мелодрама «Крила», де вона втілила медсестру Червоного хреста, яка змагається за любов льотчика, що кохає іншу. Ця картина увійшла до історії кіно ще й як перший (і єдиний) німий фільм,  що здобув премію «Оскар».

### Занепад кар'єри
Починаючи з 1927 року кар'єра Клари Боу поступово пішла на спад. Вона з'явилася всього в 4 картинах (всі вони вважаються втраченими). Далі в 1929 році дебютувала у звуковому кіно — в комедії «Дика вечірка» звичною роллю легковажної красуні, закоханої у викладача студентки Стели Емс.
Боу — як і багато інших акторок та акторів німого кіно — з труднощами здійснила перехід до звукових фільмів, оскільки звикла до гри за допомогою виразної пантоміми. Нова й незвична потреба говорити й стежити за своїм голосом — а в картині 1930 року «Любов серед мільйонерів» ще й співати — викликала в неї боязнь мікрофона.
Положення Боу остаточно похитнулося після скандалу з її особистою секретаркою Дейзі Дево, яку Боу найняла на початку 1929 року, щоб та займалася її рахунками. Попри те, що Дево привела фінансові справи Боу в порядок, через рік вона була звільнена за зайву увагу до актора Рекса Белла, з яким Боу тоді зустрічалася. Спроба Дево повернути собі місце була розцінена Боу як вимагання, і 6 листопада 1930 року Рекс Белл заявив на неї в поліцію.
Попри те, що Дево заперечувала звинувачення у вимаганні, Берн Фіттс — окружний прокурор Лос-Анджелесу і близький друг керівництва студії Paramount Pictures — ув'язнив Дево й провів у її квартирі несанкціонований обшук. Оскільки ніякого компромату на неї виявити не вдалося, Дево вийшла на свободу і негайно подала в суд на Фіттса за незаконне затримання. Фіттс порушив проти неї у відповідь справу, пред'явивши Дево звинувачення в 35 випадках привласнення грошей Боу. Слухання справи почалося за великого зібрання публіки 13 січня 1931 року. Присяжні визнали Дево винною тільки в одному випадку грошових махінацій, але це не перешкодило судді засудити її до 18 місяців ув'язнення.
Одкровення Дево, яка живописала на суді скандальні подробиці особистого життя Клари Боу, привели до повного краху її кар'єри — літом 1931 року студія розірвала контракт з Боу. У тому ж році 25-річна акторка вхяла шлюб з Рексом Беллом і поїхала на його ранчо в Неваді. Перш ніж остаточно припинити свою кар'єру, вона з'являлася на кіноекранах ще двічі — в 1932 році в драмі за романом Тіффані Тайєр «Називай її дикою» і в 1933 році в музичній мелодрамі «Галас», де виконала роль ярмаркової танцюристки Лу.

### Особисте життя
В середині 1920-х рудоволоса Боу була визнаним секс-символом Голлівуду. Багато жінок наслідували характерну манеру Боу фарбувати губи. Вона скандально прославилася своїми вільним характером і численними романами з колегами по цеху. Так, серед її коханців були актори Гері Купер, Гілберт Роланд, Бела Лугоши, режисер Віктор Флемінг. Вона не приховувала своїх стосунків, що було досить ризикованим для тих років, і могла прилюдно і не соромлячись у виразах обговорювати своїх коханців. У 1929 році, коли її кар'єра почала йти на спад, Боу познайомилася з актором, героєм вестернів Рексом Беллом. Після дворічного роману пара одружилася 3 грудня 1931 року в Лас-Вегасі. 1934 року Боу народила сина Тоні, а в 1938 році — сина Джорджа.
На піку популярності Клара Боу отримувала від прихильників по 45 тисяч листів на тиждень.
На прем'єрах своїх фільмів Боу гаяла час, граючи в покер зі своїми кухарем, покоївкою і водієм.
Клара відмовилася від пропозиції написати мемуари, оскільки багато епізодів її минулого могли скомпрометувати її синів та їхні сім'ї.

### Хвороба
У 1949 році у Боу діагностували шизофренію. Лікування — зокрема за допомогою шоковій терапії — не принесло результатів, і незабаром акторку поклали в психіатричну лікарню. Наступні 13 років, поселившись окремо від чоловіка, вона вела дуже самотнє життя і рідко виходила зі свого будинку в Лос-Анджелесі. 1954 року Рекс Белл був обраний віце-губернатором штату Невада і помер у 1962 році. Клара Боу пережила чоловіка на 3 роки й померла від серцевого нападу 27 вересня 1965 року у віці 59 років.

## Фільмографія
- 1933 — Hoop-La
- 1932 — Call Her Savage
- 1931: Kick In
- 1931: No Limit
- 1930 — Її шлюбна ніч / Her Wedding Night — Норма Мартін
- 1930 — Вірна флоту / True to the Navy — Рубі Нолан
- 1930 — Любов серед мільйонерів / Love Among the Millionaires — Віппл
- 1929 — / The Saturday Night Kid
- 1929: Dangerous Curves
- 1929: Шалена вечірка / The Wild Party — Стелла Еймс
- 1928: Three Weekends
- 1928: The Fleet's In
- 1928: Ladies of the Mob
- 1928: Red Hair
- 1927: Get Your Man
- 1927:—Крила / Wings — Мері Престон
- 1927: Hula
- 1927: Rough House Rosie
- 1927: Children of Divorce
- 1927: Це
- 1926: Kid Boots
- 1926: Mantrap
- 1926: The Runaway
- 1926: Dancing Mothers
- 1926: Two Can Play
- 1926: Shadow of the Law
- 1926: Dance Madness
- 1925: My Lady of Whims
- 1925: Старий мореплавець / The Ancient Mariner
- 1925: Пластмасовий вік
- 1925: The Best Bad Man
- 1925: Free to Love
- 1925: The Primrose Path
- 1925: The Keeper of the Bees
- 1925: Kiss Me Again
- 1925: Parisian Love
- 1925: My Lady's Lips
- 1925: The Scarlet West
- 1925: Eve's Lover
- 1925: The Adventurous Sex
- 1925: Вища міра / Capital Punishment — Делія Тейт
- 1924: Black Lightning
- 1924: This Woman
- 1924: Helen's Babies
- 1924: Empty Hearts
- 1924: Wine
- 1924: Daughters of Pleasure
- 1924: Отруєний рай / Poisoned Paradise
- 1924: Grit
- 1923: Black Oxen
- 1923: Maytime
- 1923: The Daring Years
- 1923 — Вороги жінок / Enemies of Women
- 1922: Down to the Sea in Ships
- 1922: Beyond the Rainbow